# دامين بيركويس
دامين بيركويس (8 مارس 1986 بسانت بريوك في فرنسا - ) (بالفرنسية: Damien Perquis)‏ هو لاعب كرة قدم فرنسي في مركز حراسة المرمى. لعب مع نادي بريست ونادي بوفيه ونادي فالينسيان ونادي كاين.

## وصلات خارجية
- دامين بيركويس على موقع قاعدة بيانات كرة القدم.إي يو (الإنجليزية)
- دامين بيركويس على موقع ليكيب (الفرنسية)
- دامين بيركويس على موقع Soccerway.com (الإنجليزية)
- دامين بيركويس على موقع عالم كرة القدم.نت (الإنجليزية)
- دامين بيركويس على موقع AS.com (الإسبانية)